# Yaukuvelailai
Yaukuvelailai  ist eine Insel der Kadavu-Gruppe in Fidschi.

## Geographie
Yaukuvelailai liegt zwischen Buliya und Yaukuvelevu nordöstlich der Hauptinsel Kadavu.
Die Insel ist nur ein schmales Motu neben den Taqua Island Rocks und den Riffen Rukunikuro Reef und Vavuana Reef. Die Insel läuft nach Norden spitz aus in Nadrua Point.
Im Westen schließt sich das Inselchen Qasibale an.